# Kungsgårdssjön, Dalarna
Kungsgårdssjön är en sjö i Avesta kommun i Dalarna och ingår i Dalälvens huvudavrinningsområde. Sjön har en area på 1,25 kvadratkilometer och ligger 67,1 meter över havet.

## Delavrinningsområde
Kungsgårdssjön ingår i det delavrinningsområde (666952-152760) som SMHI kallar för Utloppet av Kungsgårdssjön. Medelhöjden är 71 meter över havet och ytan är 4,27 kvadratkilometer. Räknas de 12 avrinningsområdena uppströms in blir den ackumulerade arean 97,85 kvadratkilometer. Jularboån som avvattnar avrinningsområdet har biflödesordning 2, vilket innebär att vattnet flödar genom totalt 2 vattendrag innan det når havet efter 114 kilometer. Avrinningsområdet består mestadels av skog (32 procent) och jordbruk (20 procent). Avrinningsområdet har 1,22 kvadratkilometer vattenytor vilket ger det en sjöprocent på 28,5 procent.